# Studiekring Vrij Onderzoek
De Studiekring Vrij Onderzoek is een studentenvereniging aan de Vrije Universiteit Brussel die het grondprincipe van deze universiteit – het vrij onderzoek – uitdraagt en uitdiept. Officieel is de Studiekring een dienst van de universiteit.
Studiekring Vrij Onderzoek is opgericht in 1949 als studiekring binnen Geen Taal Geen Vrijheid en besloot tot een onafhankelijke koers in 1967.